# Khatuna Lorig
Khatuna Lorig, född Chatuna Kvrivitjvili (georgiska: ხათუნა ქვრივიშვილი) 1 januari 1974 i Tbilisi, är en georgisk-amerikansk idrottare (tävlande för OSS) som tog brons i bågskytte vid olympiska sommarspelen 1992 i Barcelona.

## Meriter

### Olympiska meriter

#### Olympiska sommarspelen 2008
| Namn          | Gren         | Rankingrunda | Rankingrunda | 32-delsfinal                | 16-delsfinal                   | 8-delsfinal                | Kvartsfinal             | Semifinal        | Final            | Final            |
| Namn          | Gren         | Poäng        | Seed         | Resultat                    | Resultat                       | Resultat                   | Resultat                | Resultat         | Resultat         | Plats            |
| ------------- | ------------ | ------------ | ------------ | --------------------------- | ------------------------------ | -------------------------- | ----------------------- | ---------------- | ---------------- | ---------------- |
| Khatuna Lorig | Individuellt | 635          | 26           | Arnold (FRA) (39) W 107-105 | Williamson (GBR) (7) W 112-109 | Rendon (COL) (10) W 107-95 | Yun (KOR) (2) L 105-111 | Gick inte vidare | Gick inte vidare | Gick inte vidare |